# Anagyrus nigricans
Anagyrus nigricans är en stekelart som beskrevs av Perkins 1910. Anagyrus nigricans ingår i släktet Anagyrus och familjen sköldlussteklar. Inga underarter finns listade i Catalogue of Life.